# Marcela Hernando
Marcela Ximena Hernando Pérez (Santiago, 12 de febrero de 1960) es una médica cirujana y política chilena, miembro del Partido Radical (PR). Hasta el 16 de agosto de 2023, se desempeñó como ministra de Minería de su país bajo el gobierno del presidente Gabriel Boric. Fue intendenta de la Región de Antofagasta durante el primer gobierno de la presidenta Michelle Bachelet, para luego ejercer como alcaldesa de la comuna de Antofagasta entre los años 2008 y 2012. Luego, fungió como diputada de la República en representación del antiguo distrito n.º 4 por el entonces Partido Radical Socialdemócrata (PRSD) desde 2014 hasta 2018. Seguidamente, desempeñó el mismo cargo pero por el nuevo distrito n.º 3, durante el período legislativo 2018-2022.

## Biografía

### Primeros años
Nació en Santiago, el 12 de febrero de 1960, en el seno de una familia de clase media. Es la segunda de tres hijos del matrimonio compuesto por Sergio Enrique Hernando Ferrer (quien falleció en 2011) tenía un taller de envases de cartón y gráfica, y su madre Elia del Carmen Pérez Bobadilla era dueña de casa.
Estudió y terminó sus estudios de enseñanza media a los dieciséis años en el Liceo Madre Auxiliadora de Santiago el año 1976. Posteriormente el año 1979 ingresó a estudiar medicina a la Universidad de Chile, egresando el año 1985 con el título de médico cirujano. En 1984 se casó con el también médico cirujano Marco Alberto González Vallejos y en 1986 —solo un mes después de egresar— nació su primer hijo, Marcos José.

### Vida profesional
En mayo del mismo año, se radicó en Antofagasta y comenzó a trabajar como médico integral en los Consultorios Corvallis y Centro Sur; hasta que en enero de 1987 fue nombrada como directora del Consultorio Central Oriente, trabajando paralelamente como médico del Servicio Broncopulmonar del Hospital Regional de Antofagasta.
Es en esos años cuando inició su etapa gremial y en 1988 fue distinguida con el «Premio de Acción Gremial Dr. Sergio Cortesse Julio», como la médica más destacada del año. Paralelamente, en ese período nació su segunda hija, Daniela. En 1990, fue nombrada como directora de Atención Primaria del Servicio de Salud de la 2.ª Región. En esa fecha nació su tercera hija; María Francisca. Como directora de Atención Primaria tuvo que instalar las barreras que impedían el ingreso del cólera a la región, y participar activamente en todas las acciones de salud que se produjeron por el aluvión que afectó a la ciudad de Antofagasta en 1991.
A fines de 1992 inició junto a su familia un viaje a Francia, ya que habían decidido estudiar en ese país para continuar perfeccionándose.[cita requerida] Ingresó a la Facultad Xavier Bichat de la Universidad de París para realizar un posgrado en salud pública y al Centro Internacional de la Infancia de París para estudiar evaluación económica de programas de salud. En 1994 volvió a Chile, y a Antofagasta, donde fue nombrada como subdirectora del Servicio de Salud y elegida, primero secretaria y luego vicepresidenta del Regional Antofagasta del Colegio Médico (Colmed).
En 1996, viajó a Israel donde cursó un diplomado en organización de servicios médicos comunitarios y manejo de catástrofes con múltiples víctimas, con lo que creó un lazo que se mantiene hasta el día de hoy y que se distinguiera con un diploma honorífico del Estado de Israel por su aporte y se sembraran dos olivos en su nombre en las lomas de Jerusalén.[cita requerida] En 1997, ingresó a la Universidad Católica del Norte a estudiar un magíster en dirección de empresas —ya que consideraba que le faltaban conocimientos para mejorar su capacidad de gestión—[cita requerida], egresando en 1998.
Pero antes de egresar, realizó el «Programa de Modernización del Estado» e ingresó a la Universidad de Barcelona, C&S Soluciona y IEDE España, a través un máster en gerencia pública bianual; egresando distinguida como la mejor alumna[cita requerida] en 1999. Su interés por el estudio continuó, y junto a una de sus compañeras efectuó un máster en marketing y gestión comercial.
Entre 2002 y 2003, realizó su cuarto magíster en gerencia y políticas públicas, en la Universidad Adolfo Ibáñez. Esta iniciativa la lideró con el propósito de capacitar profesionales de la salud para que asumieran cargos de responsabilidad. Con este mismo propósito firmó los convenios necesarios con la Universidad Andrés Bello para comenzar a realizar un MBA (Master in Business Administration) con Mención en Salud, en Antofagasta; desde entonces se han realizado ya tres versiones de dicho programa en la Región de Antofagasta.

### Vida personal
Desde 2004 participado en calidad de alumna en numerosos cursos y diplomados donde destaca el diplomado en Planificación y Dirección en Prevención y Manejo de Desastres de la Academia de Guerra, y también como docente y tutora en otros tantos programas de posgrado, publicando además una serie de trabajos.
También ha sido columnista del diario El Mercurio de Antofagasta. Como tal, es autora del libro Como quiero mi ciudad, el cual es una recopilación de columnas de opinión publicadas en dicho diario.

## Carrera política

### Inicios
A comienzos de 2002 fue nombrada como directora del Servicio de Salud de Antofagasta, desempeñandosé como tal hasta fines de febrero de 2005. Asumió en marzo del mismo año como Secretaria Regional Ministerial de Salud de la Región de Antofagasta, cargo que además ejercía en calidad de subrogante desde febrero de 2002. Sin embargo, en junio de 2005 nuevamente asumió como directora de un Servicio de Salud de Antofagasta, pero esta vez tras presentarse al concurso de Alta Dirección Pública (ADP) y quedar seleccionada en una terna que luego fue presentada al presidente Ricardo Lagos, quién finalmente la nombró en el cargo.

### Intendenta de la Región de Antofagasta
El 11 de marzo de 2006 fue nombrada como intendenta de la Región de Antofagasta por la entonces presidenta Michelle Bachelet. Bajo su gestión comenzó la construcción del Centro Asistencial del Norte en la ciudad de Antofagasta. En noviembre de 2007, enfrentó la emergencia producida luego de que la Región fuera azotada por un terremoto de 7,7 grados. Dirigió en terreno las acciones en ayuda de Tocopilla, que fue la localidad más afectada, señalando además que su reconstrucción tomaría varios meses. Sin embargo, en los días siguientes al terremoto surgieron rumores de su posible renuncia al cargo, debido a críticas a su desempeño y a molestias con el gobierno por el nombramiento de una ministra en campaña para enfrentar la reconstrucción de la zona afectada, aunque ella lo desmintió en un primer momento. Finalmente su renuncia —aunque oficialmente por motivos personales— se concretó a fines del mismo mes de noviembre de 2007, asumiendo en su lugar de forma interina Arnaldo Gómez, entonces gobernador de la provincia de Antofagasta. En 2008, mediante un comunicado ella aclaró que su renuncia efectivamente se debió a su desacuerdo con el manejo del gobierno en la emergencia del terremoto al nombrar una ministra en campaña.

### Alcaldesa de Antofagasta
A comienzos de 2008 decidió iniciar su campaña para competir en las elecciones municipales de ese año como candidata independiente a la alcaldía de Antofagasta, renunciando para ello a su militancia en el PPD. No obstante, su candidatura fue criticada por sectores de la Concertación debido a sus supuestas cercanías con la oposición, e incluso con el entonces candidato presidencial Sebastián Piñera, aunque ella mismo lo desmintió tajantemente. Aun así, durante su campaña recibió el apoyo de algunos parlamentarios, pero que habían renunciado a sus partidos por aquella época, como Pedro Araya Guerrero (ex-DC) y Carlos Cantero (ex-RN).
Finalmente, en la elección de octubre, se impuso como ganadora al obtener 46.668 votos, equivalentes al 51,42% de los sufragios válidamente emitidos, superando por lejos a los candidatos de la Concertación y de la Alianza por Chile. Entre los hitos de su gestión se encuentra la remodelación del Estadio Regional de Antofagasta, que ya se estaba anunciando desde la administración anterior de Daniel Adaro. En 2009, fue anunciado por la entonces presidenta Bachelet la remodelación del recinto deportivo, como parte del programa "Red de Estadios Bicentenarios", financiado por el estado y privados. Originalmente se anunció que los trabajos comenzarían a fines de ese año, aunque esta fecha eventualmente se desplazó para 2010, año en que se esperaba tener listo el estadio para la celebración del Bicentenario de Chile. Sin embargo, durante 2010 surgieron varios problemas en los acuerdos y el dinero para la reconstrucción del recinto y que ocasionaron un retraso de casi un año. Recién en junio de 2011 las obras pudieron comenzar, mientras la alcaldesa Hernando anuncio la postulación del estadio para ser sede de la Copa América de 2015, la cual se confirmó en diciembre de 2012.
En 2011 anunció su intención de competir por la reelección como alcaldesa en las elecciones municipales de 2012, recibiendo el respaldo de la Democracia Cristiana, si bien inicialmente descartó participar de la primarias de la Concertación y declaró que competiría de manera independiente tal como en 2008. Tal situación cambio en los meses siguientes, y luego que la DC, el PPD y del PRSD le entregaran su respaldo, Hernando aceptó competir en las primarias municipales organizadas por los partidos de la Concertación, donde derrotó a la concejala del PS Andrea Merino, y se transformó en la candidata oficial de la coalición de centro-izquierda. Sin embargo, en las elecciones municipales de octubre fue superada por la independiente Karen Rojo, quién se convirtió en la nueva alcaldesa de Antofagasta.

### Candidatura parlamentaria y diputada
Luego de su derrota en las municipales de 2012, decidió renunciar anticipadamente a su cargo como alcaldesa para evaluar una candidatura a la Cámara de Diputados en 2013. En abril de 2013, fue elegida mediante una votación interna como representante del Partido Radical Socialdemócrata (PRSD) para las primarias parlamentarias de la Nueva Mayoría a realizarse en el mes junio. En ellas finalmente resultó elegida junto a Valentín Volta (PDC), como candidatos a diputados por el Distrito N°4 correspondiente a las comunas de Antofagasta, Mejillones, Sierra Gorda y Taltal.
En las elecciones parlamentarias de noviembre, obtuvo 27 232 votos (equivalentes a un 25,99 %), resultando elegida como diputada por el Distrito N°4, de la Región de Antofagasta para el periodo 2014-2018. Formó parte de las Comisiones Permanentes de Zonas Extremas y Antártica Chilena (Hasta abril de 2015); Salud; Desarrollo Social, Superación de la Pobreza y Planificación; y Pesca, Acuicultura e Intereses Marítimos (desde abril de 2015). Además de las siguientes Comisiones Investigadoras: conjunta Penta y campañas electorales; del conflicto entre accionistas de la empresa Soquimich; de la inversión pública en infraestructura hospitalaria y la Comisión Investigadora sobre denuncias de fraude en el Gobierno Regional de Valparaíso (GORE-VALPO).
En las elecciones parlamentarias de 2017 resultó reelecta como diputada por el nuevo distrito N°3, de la región de Antofagasta, dentro del pacto «La Fuerza de la Mayoría», por el período legislativo 2018-2022. Obtuvo, 14.817 votos, correspondientes al 9,13% del total de sufragios válidamente emitidos. Integró las Comisiones Permanentes de Gobierno Interior y Regionalización; Minería y Energía, Revisora de Cuentas; y de Mujeres y Equidad de Género. Asimismo, formó parte las Comisiones Especiales Investigadoras sobre Inversión en hospitales y contratación de personal; sobre Irregularidades en actuaciones de ENAMI relacionadas con contratos adjudicados a Inversiones SZ; sobre Actos de la Administración vinculados al funcionamiento del basural La Chimba; sobre Acuerdo entre Corfo y Soquimich sobre la explotación del litio en el Salar de Atacama; sobre Uso de recursos (Ley Reservada del Cobre) en reconstrucción por aluviones en Antofagasta y Atacama; sobre Actos de la Corfo relativos a licitación para creación de Instituto de Tecnologías Limpias; sobre Actuación de organismos públicos sobre libertad condicional, reinserción social y protección menores; sobre Actos del gobierno relacionados con el COVID-19 y medidas para mitigar efectos de la pandemia; sobre Actos del gobierno durante pandemia en temas sanitarios, económicos y orden público; sobre Actos del gobierno relativos a la fiscalización de asesorías financieras a cotizantes de AFP; sobre la Comisión Especial Investigadora de la libre competencia en el mercado del gas residencial. Formó además, parte del Comité parlamentario del Partido Radical (PR).
Para las elecciones parlamentarias de 2021 decidió competir como candidata al Senado por la Circunscripción 3, correspondiente a la Región de Antofagasta, por el período 2022-2030. Obtuvo 14.649 votos, correspondientes al 7,82% de los sufragios válidamente emitidos, pero no resultó electa.

### Ministra de Minería
El 21 de enero de 2022 fue nombrada como ministra de Minería por el entonces presidente electo Gabriel Boric, siendo el segundo médico en la titularidad del Ministerio —tras Jorge Torreblanca—, y que asumió el 11 de marzo de ese año, con el inicio formal de la administración de Boric.

## Controversias
El 16 de abril de 2020, durante su segundo periodo parlamentario, fue captada participando de la sesión telemática de la Comisión de Salud de la Cámara mientras conducía su vehículo.

## Historial electoral

### Elecciones municipales de 2008
- Elecciones municipales de 2008 para la alcaldía de Antofagasta[46]

### Primarias municipales de la Concertación de 2012
- Elecciones primarias municipales de la Concertación 2012 para la candidatura a alcalde de Antofagasta[47]

### Elecciones municipales de 2012
- Elecciones municipales de 2012 para la alcaldía de Antofagasta[48]

### Elecciones primarias parlamentarias del PRSD de 2013
- Primarias parlamentarias del Partido Radical Socialdemócrata para candidato a diputado por el Distrito N°4.[49]

### Elecciones primarias parlamentarias de la Nueva Mayoría de 2013
- Primarias parlamentarias de la Nueva Mayoría de 2013 para candidato a diputado por el Distrito N°4 (Región de Antofagasta)[50]

### Elecciones parlamentarias de 2013
- Elecciones parlamentarias de 2013, candidato a diputado por el Distrito N°4 (Antofagasta,  Mejillones, Sierra Gorda y Taltal)[51]

### Elecciones parlamentarias de 2017
- Elecciones parlamentarias de 2017, candidata a diputada por el Distrito N°3 (Antofagasta, Calama, María Elena, Mejillones, Ollagüe, San Pedro de Atacama, Sierra Gorda, Taltal y Tocopilla)[52]

### Elecciones parlamentarias de 2021
- Elecciones parlamentarias de 2021, candidata a senadora por la III° Circunscripción, Región de Antofagasta.[53]